# Wolfenstein
Wolfenstein (с нем. — «Волчий камень») — серия компьютерных игр в жанрах шутер от первого лица и стелс-экшен, содержащая альтернативно-исторические и фэнтезийные элементы. Сюжеты игр вольно трактуют историю Второй мировой войны и обращаются к темам нацистского оккультизма и фантастических технологий Вундерваффе, а в поздних играх серии также к
альтернативной версии истории, в которой нацисты победили во Второй мировой войне . Серия Wolfenstein является одной из самых долгоживущих серий компьютерных игр: первая игра франшизы, Castle Wolfenstein, вышла в 1981 году, последние — Wolfenstein: Youngblood и Wolfenstein: Cyberpilot — в 2019 году. На данный момент серия насчитывает 12 игр и 1 самостоятельное дополнение. Игра Wolfenstein 3D 1992 года, одна из первых игр в жанре шутер от первого лица, считается прародительницей этого жанра. Игры серии повествуют о приключениях американского солдата Уильяма «Би-Джея» Бласковица и его противостоянии нацистскому режиму. Серия получила своё название в честь вымышленного замка Вольфенштайн, который фигурирует в большинстве игр серии.
Части франшизы были благоприятно встречены большинством критиков и изданий. Различные игры серии в разные года выдвигались игровыми изданиями и неоднократно побеждали в номинациях «Шутер Года». Также игры серии побеждали в некоторых других номинациях: например, игра Wolfenstein II: The New Colossus победила в номинации «Лучший сюжет» по итогам 2017 года по мнению портала IGN.

## История разработки
| 1981 | Castle Wolfenstein               |
| 1982 |                                  |
| 1983 |                                  |
| 1984 | Beyond Castle Wolfenstein        |
| 1985 |                                  |
| 1986 |                                  |
| 1987 |                                  |
| 1988 |                                  |
| 1989 |                                  |
| 1990 |                                  |
| 1991 |                                  |
| 1992 | Wolfenstein 3D                   |
| 1992 | Spear of Destiny                 |
| 1993 |                                  |
| 1994 |                                  |
| 1995 |                                  |
| 1996 |                                  |
| 1997 |                                  |
| 1998 |                                  |
| 1999 |                                  |
| 2000 |                                  |
| 2001 | Return to Castle Wolfenstein     |
| 2002 |                                  |
| 2003 | Wolfenstein: Enemy Territory     |
| 2004 |                                  |
| 2005 |                                  |
| 2006 |                                  |
| 2007 |                                  |
| 2008 |                                  |
| 2009 | Wolfenstein RPG                  |
| 2009 | Wolfenstein                      |
| 2010 |                                  |
| 2011 |                                  |
| 2012 |                                  |
| 2013 |                                  |
| 2014 | Wolfenstein: The New Order       |
| 2015 | Wolfenstein: The Old Blood       |
| 2016 |                                  |
| 2017 | Wolfenstein II: The New Colossus |
| 2018 |                                  |
| 2019 | Wolfenstein: Youngblood          |
| 2019 | Wolfenstein: Cyberpilot          |

Первая игра в серии Castle Wolfenstein разработана Сайласом Уорнером (англ. Silas Warner) и издана компанией Muse Software в сентябре 1981 года. Данная игра выполнена в жанре приключенческий боевик и основана на игровых механиках стелса и шутера. Сайлас Уорнер, создатель серии, начал работу над данной игрой после того, как увидел игру Berzerk и фильм 1961 года «Пушки острова Наварон», которые и послужили источником вдохновения. В 1984 году той же компанией была разработана и издана Beyond Castle Wolfenstein.
Следующая часть франшизы, Wolfenstein 3D, разработана уже компанией id Software и издана Apogee Software в 1992 году. Права на использование Wolfenstein были приобретены у создателя Castle Wolfenstein. Игра состоит из 6 эпизодов: оригинальный набор из эпизодов Escape from Wolfenstein, Operation: Eisenfaust и Die, Führer, Die, а также набор The Nocturnal Missions, содержавший эпизоды A Dark Secret, Trail of the Madman и Confrontation. В том же году в продажу поступил дополнительный сборник эпизодов Spear of Destiny, состоявший из эпизодов Spear of Destiny, Return to Danger и Ultimate Challenge, игровой процесс которого не сильно отличался от Wolfenstein 3D, но появились новые боссы. Эпизоды Return to Danger и Ultimate Challenge из-за малого распространения были прозваны «потерянными эпизодами» (The Lost Episodes). Данный набор является приквелом к Wolfenstein 3D. Spear of Destiny был разработан id Software и издан компанией FormGen в 1992 году.
Следующая игра серии, Return to Castle Wolfenstein, вышедшая 20 ноября 2001 года, перезапустила франшизу. Разработчиками выступили студии Gray Matter Interactive при поддержке id Software и Nerve Software, а издателем — корпорация Activision. Версии для консолей PlayStation 2 и Xbox были выпущены под названиями Return to Castle Wolfenstein: Operation Resurrection и Return to Castle Wolfenstein: Tides of War соответственно. Через некоторое время после выхода Return to Castle Wolfenstein появился Wolfenstein: Enemy Territory — бесплатный многопользовательский шутер от первого лица, привнёсший ещё несколько видов оружия и улучшенный многопользовательский режим. Игра была разработана компанией Splash Damage и издана Activision. Wolfenstein: Enemy Territory является единственной частью франшизы, которая не имеет сюжетной (одиночной) кампании. Игра вышла 29 мая 2003 года. В 2008 году под издательством EA Mobile компаниями id Software и Fountainhead Entertainment на мобильных устройствах была выпущена игра Wolfenstein RPG. В 2009 году была выпущена игра Wolfenstein. В очередной раз издателем выступала корпорация Activision, разработчиком на этот раз стала компания Raven Software при поддержке id Software.
7 мая 2013 года была анонсирована игра Wolfenstein: The New Order, продолжение Wolfenstein. Данная часть разработана шведской компанией MachineGames, а привычного издателя Activision сменила Bethesda Softworks. Игра вышла 20 мая 2014 года. 4 марта 2015 года стало известно о разработке самостоятельного дополнения к игре — Wolfenstein: The Old Blood. По сюжету дополнение является приквелом к Wolfenstein: The New Order. Разработчиком вновь выступила компания MachineGames, издателем — Bethesda Softworks. Wolfenstein: The Old Blood вышла 5 мая 2015 года. На выставке E3 2017 компания Bethesda Softworks представила Wolfenstein II: The New Colossus, сиквел Wolfenstein: The New Order. Разработчиком в третий раз выступила студия MachineGames. Выход игры состоялся 27 октября 2017 года. Руководитель и продюсер Йерк Густафссон подтвердил план создания трилогии. В 2018 году в интервью газете Metro вице-президент по глобальному маркетингу и коммуникациям Bethesda Softworks Пит Хайнс заявил, что «безусловно, мы разрабатываем» Wolfenstein III и все должны увидеть, чем закончится сюжет. 11 июня 2018 года в рамках выставки E3 2018 были анонсированы Wolfenstein: Youngblood и Wolfenstein: Cyberpilot. Обе игры вышли 25 июля 2019 года. В 2021 году Пит Хайнс в интервью GameSpot сказал, что придётся подождать, пока разработчики не покажут новую часть серии. Дальнейшей официальной информации о Wolfenstein III не появлялось, поскольку MachineGames была занята созданием игры Indiana Jones and the Great Circle.

## Краткий сюжет
В первой игре серии, Castle Wolfenstein, протагонистом выступает попавший в плен безымянный солдат западных союзников, которому удаётся освободиться, но нужно сбежать из крепости Вольфенштайн и по возможности выкрасть секретные военные планы нацистов. В сиквеле Castle Wolfenstein, Beyond Castle Wolfenstein, действие происходит вне стен замка, а сюжет основывается на реальном событии — Заговоре 20 июля — игрок должен подложить бомбу в кабинет фюрера и уйти.
Wolfenstein 3D рассказывает об истории побега пленника замка Вольфенштайн, американского шпиона Би-Джея Бласковица, который по ходу прохождения игры сталкивается как с обычными, так и с фантастическими противниками. Её приквел, сборник эпизодов Spear of Destiny, повествует о попытке Бласковица вернуть ценный артефакт — Копьё Судьбы.
События кампании Return to Castle Wolfenstein происходят в 1943 году и вновь повествуют о Би-Джее Бласковице, но уже как об агенте Управления Секретных Операций (англ. OSA, Office of Secret Actions), пойманном во время секретного задания и отправленном в заключение в замок Вольфенштайн, откуда герою необходимо сбежать в первой части сюжетной кампании. После побега из замка в игре идет повествование о нескольких связанных единой сюжетной линией диверсионных операциях против различных оккультных экспериментов нацистов. События сюжетной кампании игры Wolfenstein, которая является прямым продолжением Return to Castle Wolfenstein, происходят в австрийском городе Айзенштадт и повествуют о борьбе Бласковица с новым оккультным экспериментом нацистов — миром Чёрного Солнца. Сюжет следующей игры, Wolfenstein: The New Order, берёт начало в альтернативном 1946 году, с наступления войск союзников на замок генерала Черепа, а основные события игры происходят в альтернативном 1960 году. Сюжетная кампания Wolfenstein: The Old Blood происходит в альтернативном 1946 году незадолго до штурма крепости генерала Черепа (пролога Wolfenstein: The New Order) и повествует о попытках героя выполнить поставленное задание — найти папку с координатами данного замка. События Wolfenstein II: The New Colossus разворачиваются в альтернативной версии 1961 года в США, через 5 месяцев после окончания событий Wolfenstein: The New Order и продолжают историю противостояния Бласковица нацистскому режиму и Ирен Энгель, второстепенному антагонисту The New Order, лично. Действия кампаний Wolfenstein: Youngblood и Wolfenstein: Cyberpilot. разворачиваются через 19 лет после событий Wolfenstein II: The New Colossus, в альтернативном 1980 году в оккупированном нацистами Париже. Главными героями Wolfenstein: Youngblood выступают дочери Уильяма Бласковица, Джесс и Софи.

## Игровой мир
События Castle Wolfenstein и Beyond Castle Wolfenstein происходят в вымышленной игровой вселенной во время Второй мировой войны. В отличие от более поздних игр, данные части более близки к реальному миру и не содержат фэнтезийных элементов. Игровой мир в них представляет собой процедурно-генерируемый лабиринт из примерно 60 экранов.
Начиная с Wolfenstein 3D, события игр серии Wolfenstein, в зависимости от части, происходят в криптоисторической или альтернативной версии реального мира, где нацисты используют различные оккультные ритуалы и волшебные артефакты, а также украденные технологии в области кибернетизации и робототехники для совершения технологического прорыва и победы во Второй мировой войне. В Wolfenstein 3D и во всех последующих играх (за исключением Wolfenstein: Enemy Territory) Бласковиц противостоит не только обычным нацистским солдатам, но и другим противникам: собакам, робособакам, зомби, роботам (разных размеров: от малых, размером с человека, до сравнительно больших, высотой с многоэтажное здание), демонам, различной нежити, обитателям параллельного измерения, суперсолдатам (как выращенным искусственно, так и заточенных в металлическую броню обычным людям), членам Ку-клукс-клан и т. д.. Например, в Wolfenstein 3D можно наблюдать мутантов, в Return to Castle Wolfenstein Бласковицу противостоят искусственно выращенные суперсолдаты, а в Wolfenstein II: The New Colossus рядовыми противниками являются не только простые солдаты, но и роботы.
Начиная с Wolfenstein: The New Order события игр серии происходят в мире, где нацисты уже выиграли войну и захватили почти весь мир. На момент 1960-х годов во вселенной Wolfenstein уже имеются кибернетические суперсолдаты, летающие дроны, различные виды футуристического оружия (в том числе энергетического и лазерного); осуществляются регулярные полеты на Луну. Помимо разработок в военной и научной сферах в играх серии имеются множественные примеры вмешательства нацистов и их идеологии в музыку, телевидение, мультипликацию и другие сферы искусства. Большинство отличий от реального мира специально гиперболизированы с целью высмеивания нацистской идеологии или некоторых предметов и событий реальной жизни. Несмотря на название серии, получившей свое имя в честь одноименного вымышленного замка, события многих игр франшизы происходят вне его: действия разных игр серии разворачиваются вблизи замка Вольфенштайн, в других замках, в Польше, в Германии, в США, на Луне и т. д. Игровой мир представлен трёхмерными уровнями, которые в большинстве игр имеют сложную структуру.

## Персонажи

### Главный герой
Практически во всех играх серии (за исключением Castle Wolfenstein, Beyond Castle Wolfenstein, Wolfenstein: Enemy Territory, дополнений для Wolfenstein II: The New Colossus, Wolfenstein: Youngblood и Wolfenstein: Cyberpilot) протагонистом выступает американский шпион Уильям Джозеф «Би-Джей» Бласковиц (англ. William Joseph "B.J." Blazkowicz). Его создателем является игровой дизайнер Том Холл.
Биография героя различна в играх до Return to Castle Wolfenstein и начиная с неё: различны данные о родственниках героя, различно место службы — в Wolfenstein 3D Бласковиц служит в американской армии, а в играх с Return to Castle Wolfenstein по Wolfenstein: The Old Blood он является шпионом организации OSA, в Wolfenstein: The New Order и Wolfenstein II: The New Colossus — состоит в обществе «Круг Крайзау», которое ранее было представлено в Return to Castle Wolfenstein и Wolfenstein 2009 года. Согласно Wolfenstein II: The New Colossus, Бласковиц родился в городе Мескит, штат Техас в 1911 году. Внешность героя различна почти во всех играх серии. В большинстве игр серии Бласковиц находится в немецком тылу или в зоне немецкой оккупации, где он действует либо как пленник нацистской Германии, бегущий от нацистов, либо как агент на специальном задании.

### Другие персонажи
Помимо главного героя в играх серии встречаются различные сюжетные персонажи, как лояльные к Бласковицу, так и противостоящие ему. Они появляются как в одной единственной игре серии (Например, Буби или Руди Егер в Wolfenstein: The New Order и Wolfenstein: The Old Blood соответственно), так и в нескольких (Например, генерал Вильгельм «Череп» Штрассе является антагонистом сразу 3 частей: Return to Castle Wolfenstein, Wolfenstein, Wolfenstein: The New Order, а также появляется в Wolfenstein II: The New Colossus). Как и у Бласковица, внешность некоторых персонажей в разных играх серии может значительно отличаться. Часто образы персонажей для придания колоритности (союзники) или высмеивания нацистской идеологии (противники) изображаются карикатурно. Образы некоторых персонажей построены по реальным историческим прототипам. Трижды в серии Бласковиц противостоял реальным историческим личностям — дважды Адольфу Гитлеру в Wolfenstein 3D и Wolfenstein II: The New Colossus и единожды — Генриху I в Return to Castle Wolfenstein.

## Игровой процесс
Первые две части серии, Castle Wolfenstein и Beyond Castle Wolfenstein, являются играми в жанре приключенческий боевик и включают в себя элементы стелса и шутера. В этих играх серии игрок берёт под управление безымянного солдата союзников, перед которым ставятся боевые задачи. Обе игры представлены в двумерной спрайтовой графике с изображениями персонажей и предметов сбоку, а игровой процесс построен на перемещении в лабиринте с видом сверху. Вызовом для игрока в обеих играх является не сколько навигация в лабиринте, а то, что запас боеприпасов ограничен, и для успешного прохождения требуется умение прокрадываться мимо патрулирующих охранников, реагирующих на шум. Игровой процесс в играх различается: в первой части можно использовать гранаты, во второй появляются пропуска и нож, с помощью последнего можно нейтрализовать врагов на близкой дистанции. С Castle Wolfenstein и почти во всех частях франшизы присутствуют уровни сложности.
Начиная с Wolfenstein 3D все игры серии (за исключением Wolfenstein RPG) являются шутерами от первого лица. Wolfenstein 3D и Spear of Destiny являются играми с псевдотрехмерной графикой. В третьей игре серии появились как новое оружие (автомат и пулемет), так и несколько новых типов врагов. В Wolfenstein 3D был впервые представлен главный герой почти всех последующих игр серии — Би-Джей Бласковиц. Главная задача, которую ставит игра — пройти уровень любым способом, используя найденные ключи и при необходимости — уничтожать встреченных нацистов. Помимо этого, в Wolfenstein 3D появилось деление на эпизоды — чтобы указать уровень, нужно назвать эпизод и миссию (например, E2M1). Кроме того, в данных играх есть табло, которое отображает очки игрока, полученные за нахождение реликвий. За определённое количество очков игроку даются дополнительные жизни, а при потере всех жизней игра заканчивается. Частично потерянное здоровье можно восполнять с помощью аптечек. В нижней части экрана имеется табло с лицом главного героя, показывающее все действующие на него эффекты, в том числе для игроков, не имеющих звуковой карты. Впервые в серии были представлены секретные части уровней. Как и многие шутеры от первого лица, вышедшие в 1990-х годах (например, Doom или Duke Nukem 3D), игра использовала в управлении манипулятор «мышь», но все функции могли быть переданы клавиатуре.
В Return to Castle Wolfenstein оружейный арсенал игрока значительно расширился, оружие могло использовать разные виды патронов, появились фантастические виды оружия. Некоторые из них имеют альтернативный режим огня. Главный герой получил озвучивание, появились сюжетные кат-сцены на движке игры. Структура уровней изменилась с «уровней-арен» на структуру, где конец каждого уровня является началом следующего. Помимо этого было убрано табло с очками, однако реликвии остались в качестве коллекционных предметов. Появились водные пространства, в которые игрок мог нырнуть и плыть некоторое время.
В Wolfenstein впервые в серии появляется относительно открытый мир с побочными заданиями и единственный раз в серии — полная регенерация здоровья. Кроме того, всё оружие стало преимущественно немецким. Добавилось больше фантастического оружия и противников, появилась возможность модифицировать оружие в ларьках продажи. Впервые в серии сообщается полное имя протагониста — Уильям Джозеф «Би-Джей» Бласковиц.
Начиная с Wolfenstein: The New Order полная регенерация здоровья заменена частичной регенерацией по секторам по 20 единиц. Вернулись видоизмененная функция сверхлечения и аптечки. Появилась броня, возможность взять 2 одинаковых оружия одновременно, а также новая система прокачки персонажа и модификации оружия. Появились сюжетные развилки и локация-хаб, по которой можно свободно перемещаться между основными заданиями. Wolfenstein II: The New Colossus привнесла возможность использовать 2 разных оружия одновременно, а также новые способы перемещения. Ещё, впервые в серии, появилась возможность перенести выбор, сделанный по сюжету в прошлой по хронологии части, в данную.
Помимо обычных противников во всех играх, начиная с Wolfenstein 3D присутствуют боссы — уникальные противники с большим запасом здоровья и иногда — уникальными типами атак. Боссами могут быть как сюжетные персонажи, так и различная нежить и роботы.
Почти все игры серии имеют 2 варианта прохождения уровней: «тихий» и «громкий». Тихий вариант предполагает незаметное уничтожение противников (в ближнем бою или оружием), использование пропусков или прохождение уровня, не попадая в поле зрения противников, громкий вариант — использование оружия, которое нельзя использовать скрытно и любые действия после обнаружения противником.

## Отзывы и критика
| Игра                             | GameRankings                                                                    | Metacritic                         |
| -------------------------------- | ------------------------------------------------------------------------------- | ---------------------------------- |
| Wolfenstein 3D                   | (3DO) 82.50% (GBA) 60.44% (iOS) 76.60% (PS3) 77.50% (SNES) 58.33% (X360) 62.75% | (GBA) 57 (PS3) 77 (X360) 66        |
| Return to Castle Wolfenstein     | (PC) 86.75% (PS2) 69.81% (Xbox) 84.78%                                          | (PC) 88 (PS2) 66 (Xbox) 84         |
| Wolfenstein: Enemy Territory     | (PC) 87.71%                                                                     | (PC) 90                            |
| Wolfenstein RPG                  | (iOS) 87.50%                                                                    | –                                  |
| Wolfenstein                      | (PC) 74.30% (PS3) 73.33% (X360) 73.88%                                          | (PC) 74 (PS3) 71 (X360) 72         |
| Wolfenstein: The New Order       | (PC) 83.67% (PS3) 78.33% (PS4) 81.10% (XONE) 82.29%                             | (PC) 81 (PS4) 79 (XONE) 79         |
| Wolfenstein: The Old Blood       | (PC) 78.08% (PS4) 77.11% (XONE) 78.56%                                          | (PC) 76 (PS4) 76 (XONE) 75         |
| Wolfenstein II: The New Colossus | (PC) 84.32% (PS4) 87.93% (XONE) 88.62% (NS) 78.33%                              | (PC) 86 (PS4) 87 (XONE) 88 (NS) 81 |
| Wolfenstein: Youngblood          | (PC) 70.79% (PS4) 59.55% (XONE) 67.14% (NS) 65.00%                              | (PC) 73 (PS4) 64 (XONE) 71 (NS) 68 |
| Wolfenstein: Cyberpilot          | (PC) 60.00% (PS4) 50.00%                                                        | (PS4) 51                           |

У различных игр серии критиками и игроками выделялись в качестве достоинств разные аспекты. Более ранние игры серии получили признание за счет уникального на момент выхода игрового процесса, высокого качества графического исполнения (Wolfenstein 3D), а также продвинутого интеллекта врагов (Castle Wolfenstein, Beyond Castle Wolfenstein, Wolfenstein 3D, Spear of Destiny). Более поздние игры получили высокие оценки от прессы за более проработанный сюжет, проработку игрового мира, проработку протагониста, Би-Джея Бласковица, как полноценного сюжетного персонажа, а также за правильное сочетание старых и новых идей. Некоторые критики также хвалили последние части за ярких персонажей, в том числе и антагонистов и работу без цензуры.
Несмотря на в основном благоприятные отзывы критиков и игроков об играх серии и о серии в целом с франшизой Wolfenstein связано несколько случаев критики со стороны различных организаций:
- Игра Wolfenstein 3D была запрещена к продаже в Германии из-за использования свастики, гимна НСДАП «песня Хорста Весселя»[117][118]. Более поздние игры серии официально не издавались в Германии. Начиная с Wolfenstein: The New Order игры серии стали выходить в данной стране с цензурой: все упоминания нацистов и их идеологии удалены в данной версии, а противостоящая главному герою фракция именуется просто «Режимом»[119].
- SNES-версия той же игры подверглась цензуре по требованию компании Nintendo[120].
- Игра Wolfenstein: The New Order подверглась критике со стороны британского парламентария Стива Ротерама из-за кавер-версий различных музыкальных композиций 1960-х годов, исполненных на немецком языке[121][122].
- Официальные российские трейлеры игры Wolfenstein II: The New Colossus были подвергнуты цензуре. Вся свастика в трейлерах была заменена на нейтральный знак[123].
- Видео с шутливой песней Changeover Day вымышленной группы Die Käfer (пародия на The Beatles) было удалено с YouTube-канала композитора Мика Гордона из-за «разжигания ненависти»[124].
- В немецком издании Wolfenstein II: The New Colossus кроме цензуры, связанной со свастикой и нацистским режимом, были изменены внешность и титул (с фюрера на канцлера) Адольфа Гитлера для меньшей узнаваемости последнего[125][126].
- Игра Wolfenstein: The New Order была показана в ролике о насилии в компьютерных играх на официальном канале Белого Дома[127].
- Различные игры серии подвергались цензуре из-за свастики, сцен жестокости и насилия[128].

### Наследие
Некоторые игры франшизы Wolfenstein по мнению различных проектов привнесли в игровую индустрию несколько значительных нововведений: некоторые игровые издания считают первую игру серии, Castle Wolfenstein, игрой, оказавшую значительное влияние на жанры стелс и шутер от первого лица. Также, Castle Wolfenstein — игра с революционной для 1981 года технологией звукового сопровождения для имитации голоса игровых противников. Данная наработка была создана на основе разработанной Сайласом Уорнером программы The Voice. Данная игра стала настолько популярной, что для неё были разработаны фанатские модификации (в том числе и коммерческие). Другая игра серии, Wolfenstein 3D считается прародительницей жанра шутеров от первого лица, а также игрой популяризировавшей данный жанр.